# Fieschergletscher
Fieschergletscher – lodowiec o długości 16 km i powierzchni 33 km².
Lodowiec położony jest w południowej części Alp Berneńskich w kantonie Valais w Szwajcarii.